# Steven Saylor

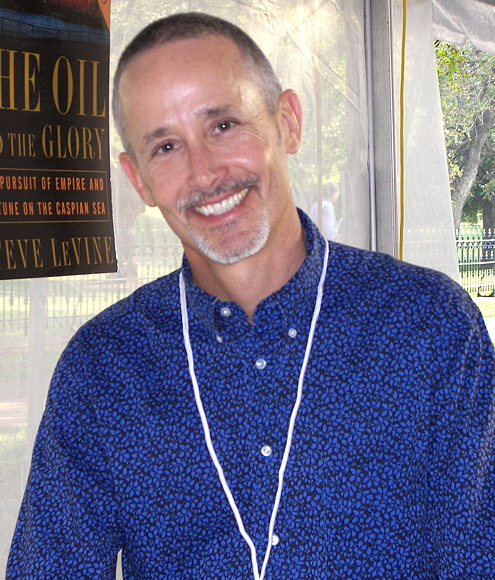
Steven Saylor

Steven Saylor, född 23 mars 1956 i Port Lavaca i Texas, är en amerikansk författare. Mest känd för "Roma Sub Rosa", en serie spänningsromaner som har privatdetektiven Gordianus i huvudrollen och utspelar sig i antikens Rom. Första boken i serien, Romarblod (Roman Blood), belönades av tidskriften Jury med litteraturpriset Flintyxan 2005.  Roma ingår inte i serien utan är en fristående roman som i form av en släktkrönika berättar staden Roms historia under 1 000 år.

## Böcker av Steven Saylor på svenska
- Romarblod (Roman Blood) - 2005, översättning: Charlotte Hjukström
- I Hades käftar (Arms of Nemesis) - 2006, översättning: Charlotte Hjukström
- Catilinas gåta (Catilina's Riddle) - 2007, översättning: Charlotte Hjukström
- Venuskastet (The Venus Throw) - 2008, översättning: Charlotte Hjukström
- Roma (Roma) - 2008, översättning: Charlotte Hjukström

## Priser och utmärkelser
- Flintyxan 2005